# Jean de Meung
Jean de Meung, cunoscut și ca Jean de Chopinel sau Clopinel, adică „cel Șchiop” (n. c. 1250 - d. c. 1305), a fost un poet francez medieval.
A continuat Romanul trandafirului (între 1275 și 1280), operă de aproape 18.000 de versuri, cu numeroase referiri la cunoștințele enciclopedice ale epocii, din care răzbare o privire realist-satirică asupra vieții, în contrast cu viziunea idealizatoare a lui Guillaume de Lorris, autorul primei părți a romanului.